# Marko Bojić
Marko Bojić (ur. 13 listopada 1988 w Nikšiciu) – czarnogórski siatkarz, grający na pozycji przyjmującego. 

## Sukcesy klubowe
Mistrzostwo Serbii i Czarnogóry:
- 2006

Mistrzostwo Czarnogóry:
- 2007, 2008, 2014
- 2009, 2010

Puchar Czarnogóry:
- 2007, 2008, 2009, 2014

Puchar CEV:
- 2012

Mistrzostwo Polski:
- 2012

Mistrzostwo Francji:
- 2015

Superpuchar Turcji:
- 2015

Mistrzostwo Portugalii:
- 2019

Mistrzostwo Cypru:
- 2021

Puchar Cypru:
- 2021